# قطع الأشجار
قطع الأشجار أو الاحتطاب (بالإنجليزية: Logging)‏ هي عملية يتم فيها قطع بعض الأشجار لإخلاء الغابة أو من أجل استعمال الأشجار كخشب بناء.
وفي علم الحراجة (علم زراعة الغابات) يستعمل مصطلح  قطع الأشجار للدلالة على عملية نقل جذع الشجرة بعد فصله عن باقي أصلها إلى مكان آخر خارج الغابة لمسافة غالبا ما تتجاوز الكيلومتر.
أما في الاستعمال العام فمن معاني هذا المصطلح أنه داخل في عملية زراعة الغابات.
ويختلف مصطلح قطع الأشجار عن قطع كامل للأشجار (مقال تفصيلي).

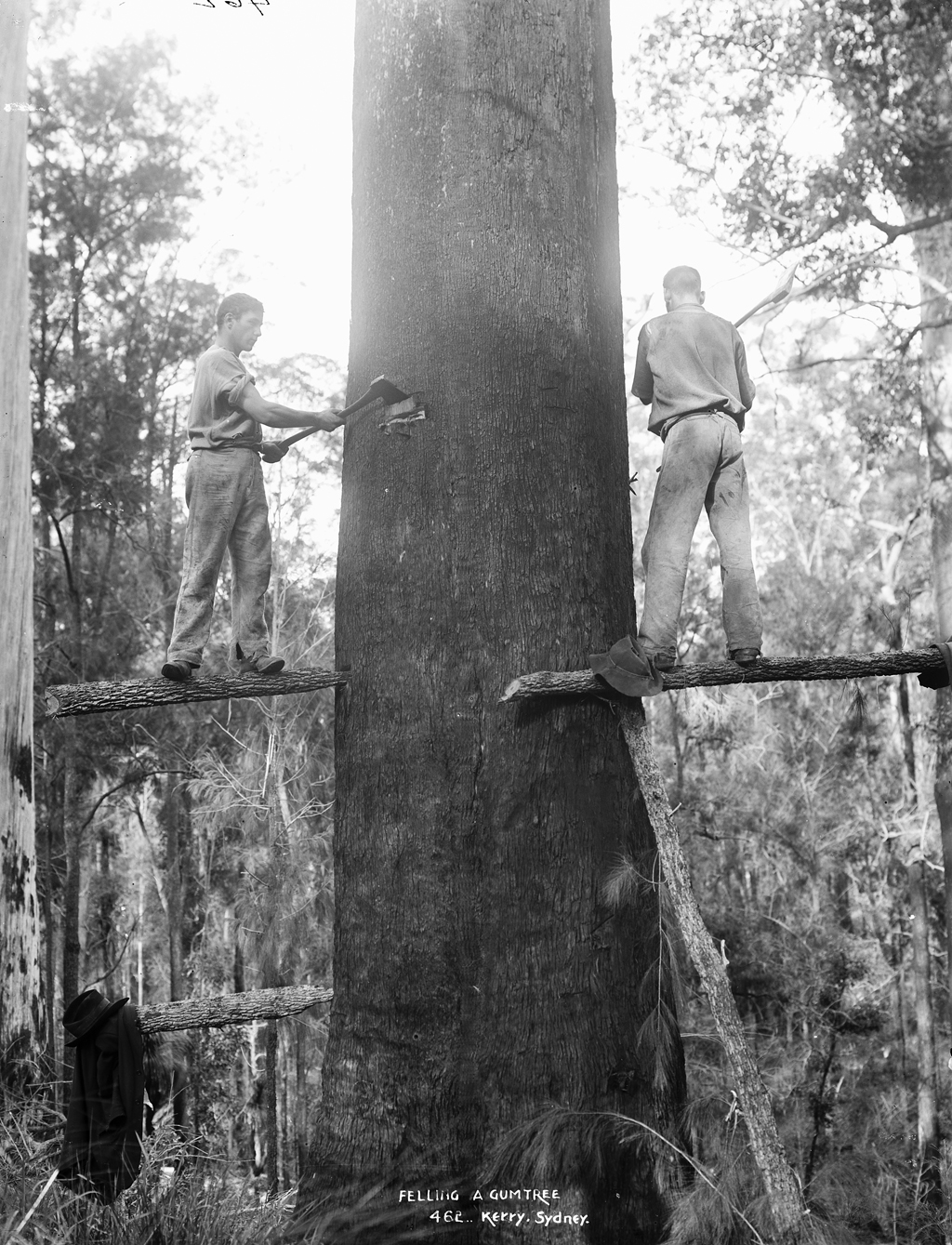
عملية قطع لشجرة كاليتوس في أستراليا سنة 1917

## طرق قطع الأشجار
تنقسم طريقة قطع الأشجار إلى ثلاثة أقسام وذلك حسب الغاية الصناعية المنتظرة من وراء العملية 
- طريقة القطع الطولي: حيث يتم قطع الشجرة ومن ثم نزع أغصانها وزوائدها مباشرة ، وتنقل الشجرة بعدها إلى منطقة التخزين حيث يتم تقطيعها إلى أجزاء صغيرة ليتم حملها في الشاحنة، وهو ما يخلف كمية كبيرة من الزوائد في مكان القطع.
- القطع الكامل للشجرة: بعد القطع تنقل الشجرة بجميع أجزائها إلى منطقة التخزين حيث تقطع إلى أجزاء صغيرة وهو ما يخلف كمية كبيرة من زوائد الشجرة في منطقة التخزين.
- القطع لأجزاء صغيرة: حيث تتم عمليات قطع الشجرة وإزالة زوائدها وتقطيعها إلى أجزاء صغيرة في مكان القطع وهو ما يخلف كمية معتبرة من الأغصان والزوائد في الغابة.

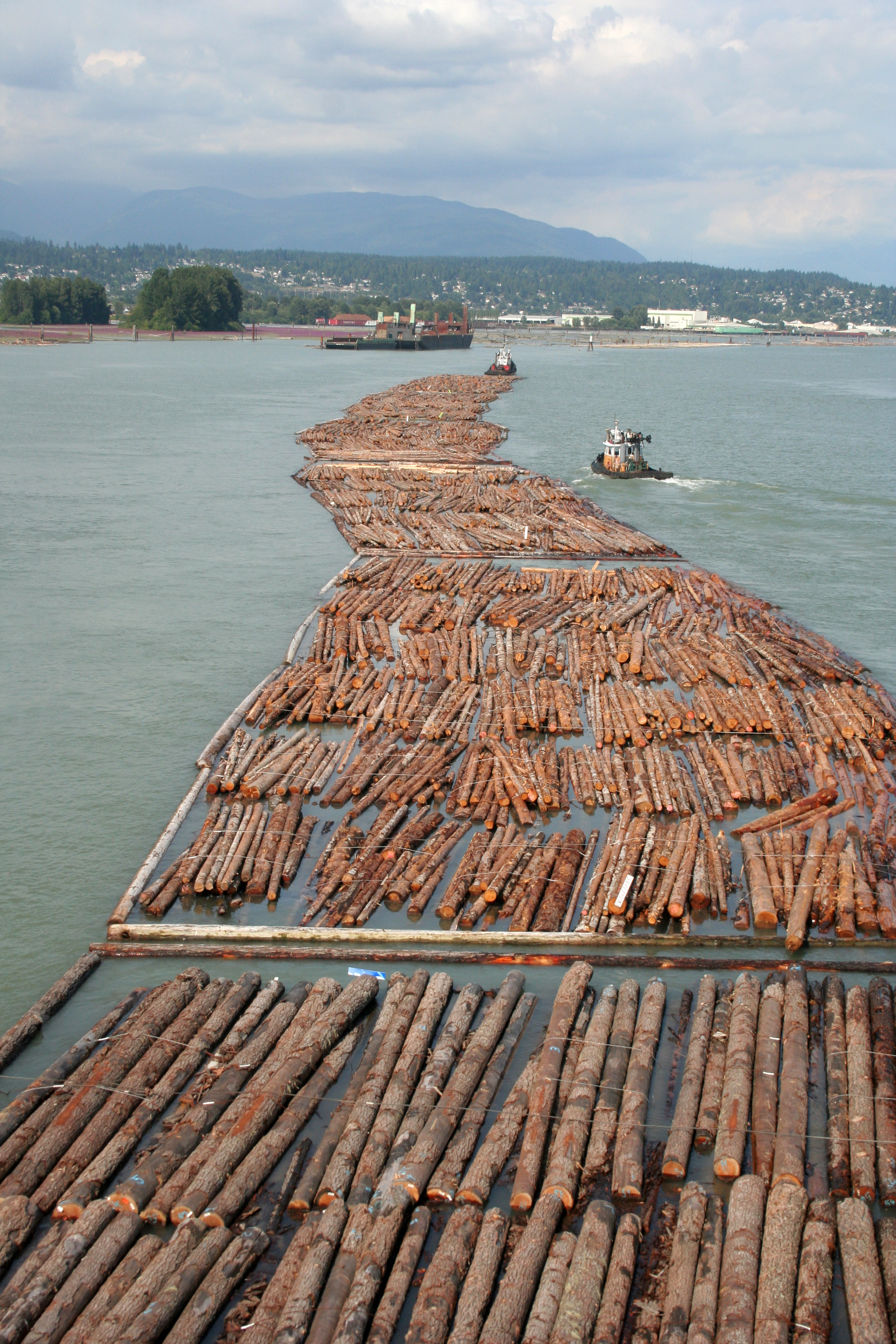
نقل اشجار مقطوعة في ميناء فانكوفر

## الآثار السلبية لقطع الأشجار على البيئة
ينتج عن عملية قطع الأشجار في البيئة إلى نقص في عدد الأشجار مما يعني تقلص مساحة الغابات والتي تمد الكرة الأرضية بكميات كبيرة من الأكسجين وتخلصها من غاز الكربون.
كما انه ينتج عن قطع الاشجار عدم مقدرة بعض الحيوانات على العثور على مأوى وغذاء و بالتالي  تهديد بانقراض بعض الحيوانات بسبب تدمير موطنهم الطبيعي.